# Audi A6 C8
Audi A6 C8 — четверте покоління автомобіля бізнес-класу Audi A6, що виробляється компанією Audi з 2018 року і прийшло на заміну Audi A6 C7.

## Опис

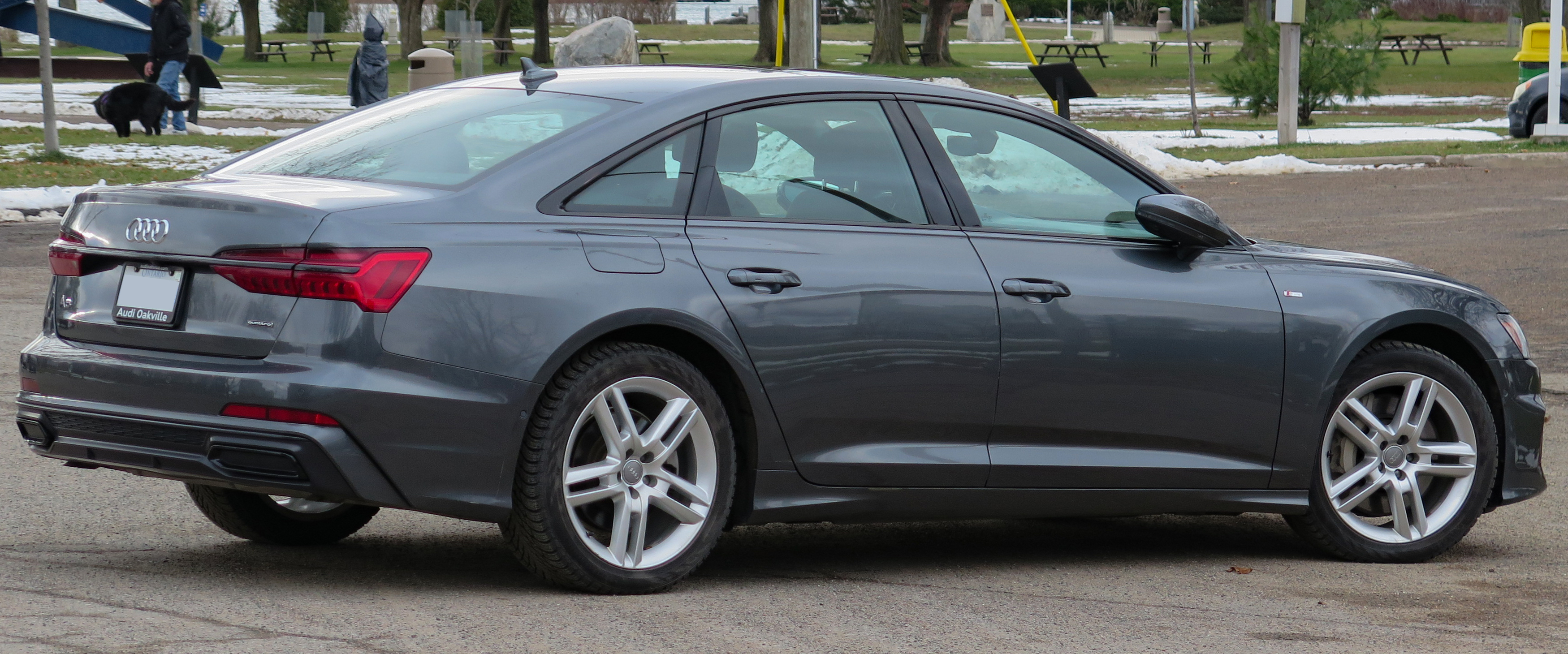
Audi A6 C8

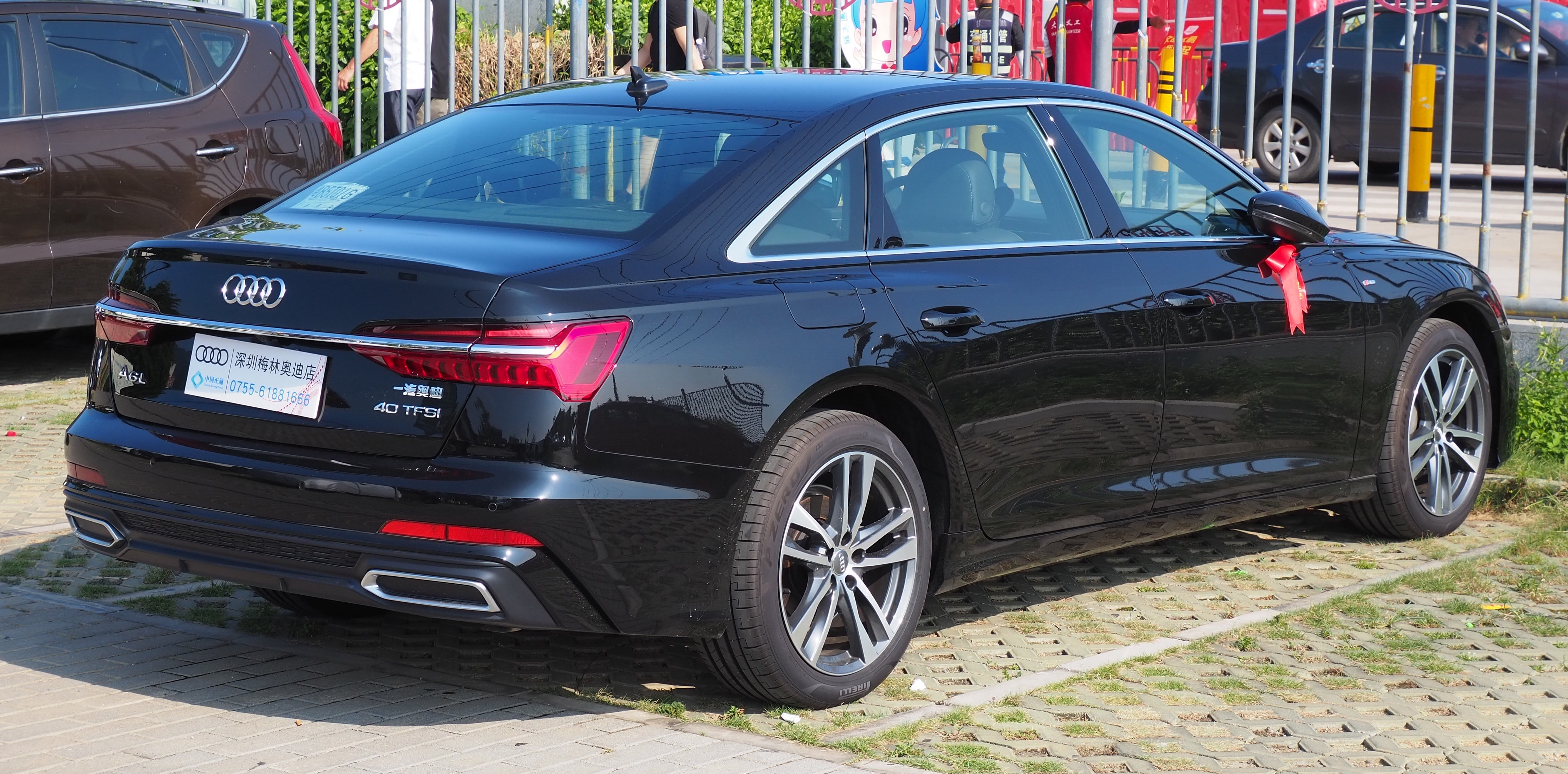
Audi A6L C8

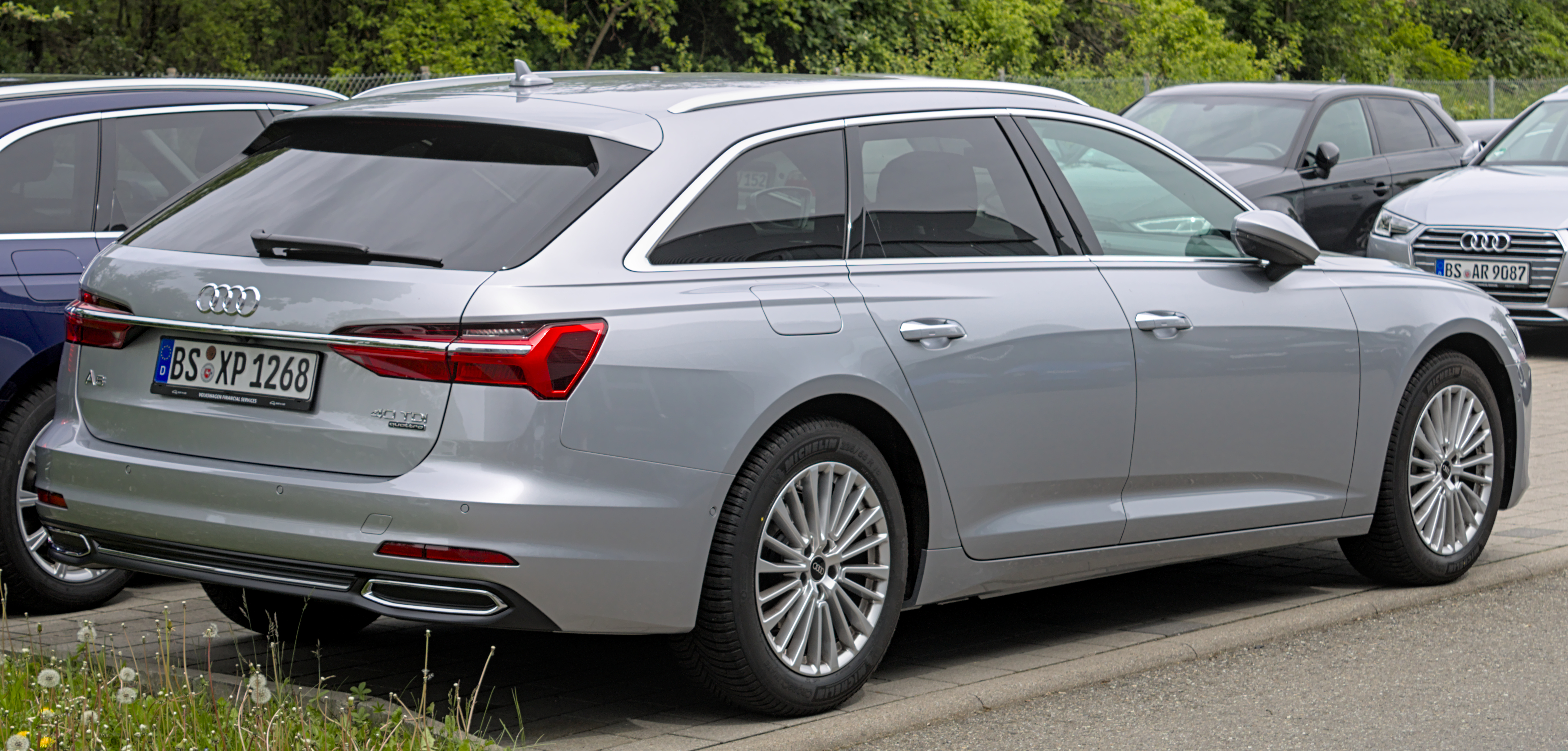
Audi A6 C8 Avant

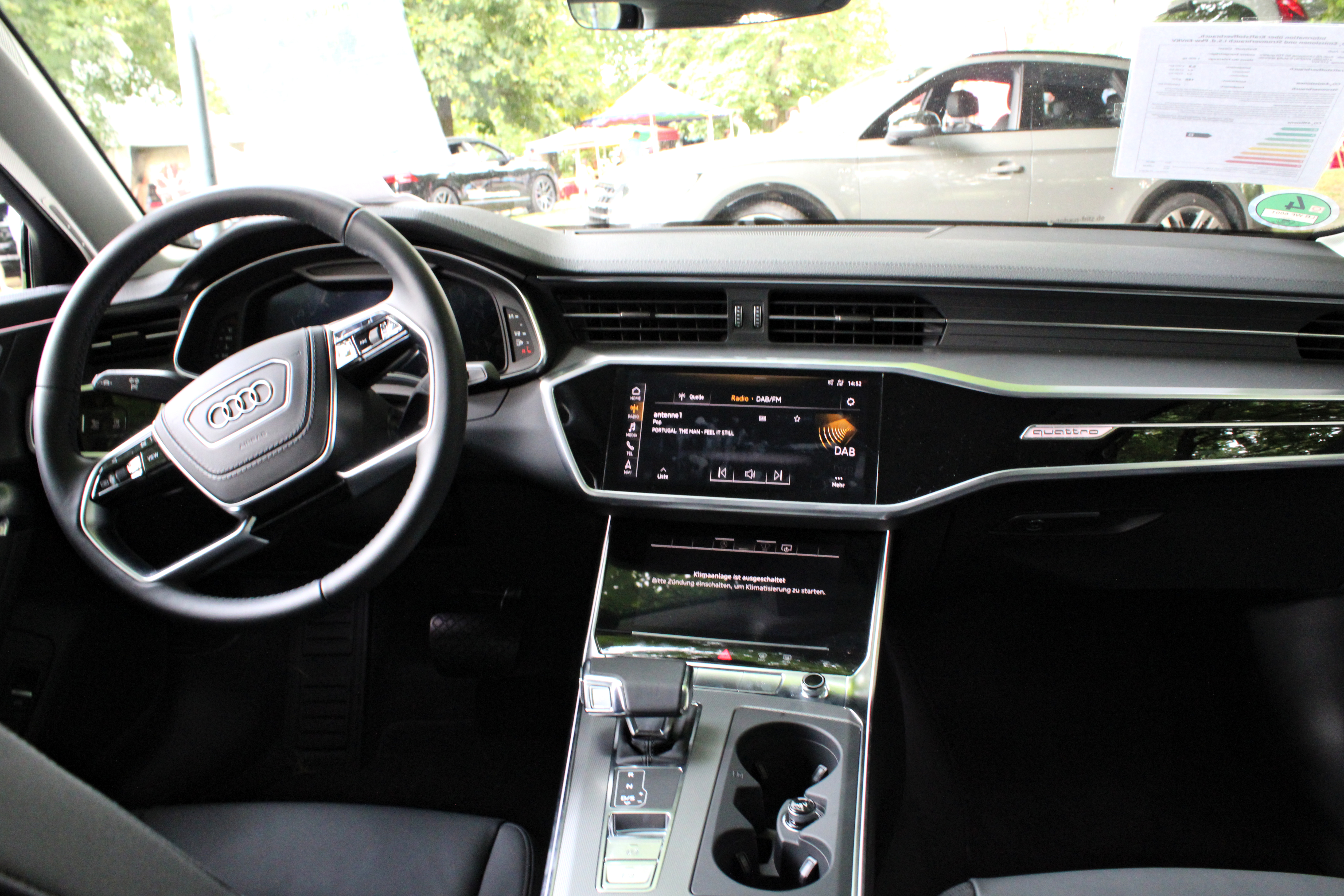
Audi A6 C8

В березні 2018 року на автосалоні в Женеві представлено п'яте покоління Audi A6 (C8) в кузові седан. Версія універсал (Avant) дебютувала в середині квітня того ж року. Автомобіль розроблено на модульній платформі MLBevo. Крім звичайних версій буде і гібридна модифікація. Нова А6 (С8) технічно багато в чому схожа на нову Audi A7.
Базовим є оснащення кермовим механізмом зі змінним передатним числом. Для седанів доступні також чотири види підвіски: базова, спортивна, адаптивна з електроннокерованими амортизаторами, а також пневмопідвіска з можливістю налаштування через Audi drive select. Крім того, є можливість замовити й повнокероване шасі: на швидкості до 60 км/год задні колеса повертають у протилежний до переднього бік, після 60 км/год – у ту саму.
Для новинки пропонується три різних версії фар. У топовому виконанні світлодіодних фар HD Matrix п'ять горизонтальних ліній формують унікальний світловий малюнок денних ходових вогнів і підкреслюють ширину передньої частини. Дещо глибше над ними розташовані модулі ближнього світла, що нагадують зіниці очей.
В якості опції пропонуються задні ліхтарі, кожен модуль яких складається з однієї горизонтальної лінії і дев'яти вертикальних сегментів. У зонах між ними розташовуються ліхтарі стоп-сигналів.
Топова версія включає динамічні покажчики поворотів. Завдяки функції ComingHome/LeavingHome відмикання і замикання дверей супроводжується пульсацією освітлення.
Інтер'єр А6 включає 3 великі екрани, 1 - віртуальна приладова панель і 2 екрану по центру консолі, допомагають водієві отримувати максимум потрібної інформації, а управління ними так само легко, як управління звичним нам смартфоном.
Поточні моделі A6 належать до покоління, яке дебютувало на 2019 рік. Новиною на 2020 стане поява двох моделей. Одна з них це високопродуктивна S6 з V6 турбодвигуном на 349 кінських сили. Інша модель це універсал RS 6 Avant з V8 турбодвигуном на 600 кінських сил. Інші зміни на 2020 рік: попередження про виїзд за межі смуги руху і асистент перемикання фар дальнього світла стали стандартними, крім того, змінився перелік оснащення деяких моделей. Після повного редизайну 2019 A6 отримав оновлений інтер’єр і екстер’єр, перелік оснащення і більш потужні двигуни. 
З 2022 модельного року всі комплектації Audi A6 отримують стандартний інформаційно-розважальний дисплей на 10,1 дюймів, бездротове з'єднання Android Auto та 12,3-дюймову фірмову панель приладів Audi Virtual Cockpit. 

### Двигуни
Бензинові
- 2.0 л TFSI VW EA888 І4 245/252/265 к.с.
- 2.0 л TFSI VW EA888evo4 І4 265 к.с.
- 3.0 л TFSI VW EA839 V6 340 к.с.
- 3.0 л TFSI VW EA839 V6 450 к.с.
- 4.0 л TFSI VW EA825 V8 600 к.с.

Дизельні
- 2.0 л TDI VW EA288evo I4 163/204 к.с.
- 3.0 л TDI VW EA397evo2 V6 231/245/286 к.с.
- 3.0 л TDI VW EA397evo3 V6 286 к.с.
- 3.0 л TDI V6 344/349 к.с.